# Målselv
Målselv (tiếng Bắc Sami: Málatvuomi suohkan) là một đô thị ở hạt Troms, Na Uy. Trung tâm hành chính của đô thị này là làng Moen. Một số làng khác bao gồm Andslimoen, Bardufoss, Alappmoen, Holmen, Fossmoen, và Heggelia. Bên cạnh đó, Thụy Điển có chung biên giới phía đông và đại dương (Malangen vịnh hẹp) về phía tây, giáp các đô thị của Balsfjord, Storfjord, Bardu, Sørreisa, và Lenvik.
Maalselven được thành lập vào năm 1849 khi nó được tách khỏi đô thị Lenviken. Dân số ban đầu của Maalselven là 2.616 người. Năm 1891, một số phần của khu vực Målsnes (dân số: 30) đã được chuyển giao cho Malangen. Ngày 1 tháng 1 năm 1904, một khu vực với 5 người được chuyển giao từ Balsfjord qua Maalselven. Cách viết tên đã được thay đổi thành Målselv năm 1918. Ngày 1 tháng 7 năm 1925, huyện được chia tách từ Øverbygd Målselv để hình thành một đô thị mới của riêng nó. Điều này khiến dân số của đô thị Målselv còn 3.531 người. 